# Personal Choice
Personal Choice — студийный альбом британо-американской джазовой пианистки Мэриэн Макпартлэнд, выпущенный в 1983 году на лейбле Concord Jazz В записи альбома приняли участие басист Стив Ла Спина и барабанщик Джейк Ханна.

## Отзывы критиков
| Оценки критиков                            | Оценки критиков |
| Источник                                   | Оценка          |
| ------------------------------------------ | --------------- |
| AllMusic                                   | [ 2 ]           |
| The Encyclopedia of Popular Music          | [ 3 ]           |
| MusicHound Jazz: The Essential Album Guide | [ 4 ]           |

В журнале Billboard поместили альбом в раздел «Рекомендованное» и отметили современный и интересный стиль игры Макпартлэнд, особенно выделив композиции «I Hear a Rhapsody» и «When the Sun Comes Out». Рецензент Stereo Review Питер Райли заявил об уникальном и неповторимом пути Макпартлэнд в новом альбоме, её приверженности собственному стилю и строгости музыкального исполнения. Он также призвал всех, кто хочет услышать изысканный джаз, приправленный характерным юмором и интеллектом, обратить внимание на «I Hear a Rhapsody». «Personal Choice предназначен для поклонников и знатоков джаза, которые в случае Макпартлэнд, вероятно, одна и та же аудитория», — подытожил автор.
Скотт Яноу из AllMusic написал, что этот прекрасный всесторонний сет демонстрирует Макпартлэнд в отличной форме.

## Список композиций
1. «I Hear a Rhapsody» (Дик Гаспарр, Джордж Фрагос, Джек Бейкер, Ричард Бард) — 3:50
2. «Meditation» (Антониу Карлос Жобин, Ньютон Мендонса, Норман Гимбел) — 3:50
3. «In Your Own Sweet Way» (Дейв Брубек) — 4:03
4. «A Sleepin’ Bee» (Гарольд Арлен, Труман Капоте) — 5:53
5. «I’m Old Fashioned» (Джером Керн, Джонни Мерсер) — 3:16
6. «When the Sun Comes Out» (Гарольд Арлен, Тед Колер) — 3:34
7. «Tricotism» (Оскар Петтифорд) — 4:42
8. «Melancholy Mood» (Джимми Макпартлэнд, Мэриэн Макпартлэнд) — 3:18

## Участники записи
- Мэриэн Макпартлэнд — фортепиано
- Стив Ла Спина — басс
- Джейк Ханна — ударные
- Фил Эдвардс — звукорежиссёр, сведение
- Дэрролл Густамачо — ассистент звукорежиссёра
- Джордж Хорн — мастеринг
- Карл Джефферсон — продюсер

Все данные взяты из примечаний к альбому.